# Ceratopogon basiflagellatus
Ceratopogon basiflagellatus är en tvåvingeart som beskrevs av Tokunaga 1940. Ceratopogon basiflagellatus ingår i släktet Ceratopogon och familjen svidknott. Inga underarter finns listade i Catalogue of Life.